# Rędzina (województwo opolskie)
Rędzina – osada w Polsce, w województwie opolskim, w powiecie oleskim, w gminie Dobrodzień.
Do 31 grudnia 2022 miejscowość była przysiółkiem wsi Klekotna.